# Luiz Philippe de Orleans e Bragança
Pour les autres membres de la famille, voir Maison d'Orléans-Bragance.
Luiz Philippe de Orleans e Bragança, né le 3 avril 1969 à Rio de Janeiro, est un homme politique brésilien. Membre du Parti social-libéral, il est député fédéral (en) depuis 2019.

## Biographie

### Famille
Luiz Philippe est le petit-fils du prince Pedro Henrique de Orleans e Bragança, prétendant au trône du Brésil de 1921 à 1981. Pour les monarchistes brésiliens partisans la branche de Vassouras de la maison d'Orléans-Bragance, le prince Luiz Philippe n'est pas dynaste au trône du Brésil, du fait que son père, le prince Eudes, ait renoncé pour lui et tous ses descendants à ses droits dynastiques au trône du Brésil le 3 juin 1966, en vue d'épouser sa mère, Ana Maria de Moraes e Barros, née à São Paulo le 20 novembre 1945, dont il divorce le 22 mars 1976.

### Formation et carrière professionnelle
Luiz Philippe étudie le commerce à la Fundação Armando Álvares Penteado (FAAP) et obtient en 1993 une maîtrise en sciences politiques de l'université Stanford. En 1997, il reçoit un MBA de l'INSEAD à Fontainebleau.
La carrière professionnelle de Luiz Philippe débute aux États-Unis, où il exerce dans des entreprises du marché financier. Luiz Philippe est impliqué de la planification financière de Saint-Gobain, une multinationale française, entre 1993 et 1996. Il a ensuite travaillé pendant trois ans à la banque d'investissement JP Morgan à Londres et à la banque d'investissement chez Lazard Frères à New York. À partir de 2000, il retourne au Brésil en tant que directeur du développement commercial d'America Online (AOL) en Amérique latine. En 2005, il devient entrepreneur, lorsqu'il fonde la société IKAT do Brasil, qui opère dans le domaine de la distribution de pièces de moto. En 2012, Luiz Philippe crée ZAP Tech, un incubateur de moyens de paiement pour plateformes mobiles.

### Mariage et postérité
Le prince Luiz Philippe épouse le 8 août 2008 Fernanda Hara Miguita, née à Londrina, Paraná le 4 juin 1978, dont un fils : 
- Maximilian d'Orléans-Bragance, né à São Paulo le 14 juin 2012[1],[3],[4].

### Parcours politique
Membre du Nouveau Parti puis du Parti social-libéral, il est un temps pressenti pour être le colistier — à la vice-présidence — de Jair Bolsonaro lors de l'élection présidentielle de 2018. À l'issue des élections parlementaires de 2018, il est élu à la Chambre des députés, où il siège à partir du 1er février 2019. Affilié au Parti libéral, il est réélu député fédéral de São Paulo lors des élections parlementaires de 2022.

## Titulature et décorations

### Titulature
- depuis le 3 avril 1969 : Son Altesse le prince Luiz Philippe de Orléans e Bragança[2]

### Décorations
- Grand-croix de l'ordre de Pierre Ier (maison d'Orléans et Bragance)[2],[7]
- Grand-croix de l'ordre de la Rose (maison d'Orléans et Bragance)[2],[7]
- Commandeur de l'ordre de Rio Branco (république fédérative du Brésil, 29 mai 2019)[8]
- Médaille de mérite de l'ordre de l'Immaculée Conception de Vila Viçosa (maison de Bragance, 25 mars 2019)[7]
- Grand-croix de l'ordre de Saint-Michel de l'Aile (maison de Bragance, 29 septembre 2019)[7]